# Rawbank
Rawbank est une banque commerciale de la République démocratique du Congo, qui occupe une place significative dans le secteur bancaire congolais par son total actif, son total des dépôts et son total des crédits. Elle a été créée en 2002 et a son siège social à Kinshasa.

## Histoire

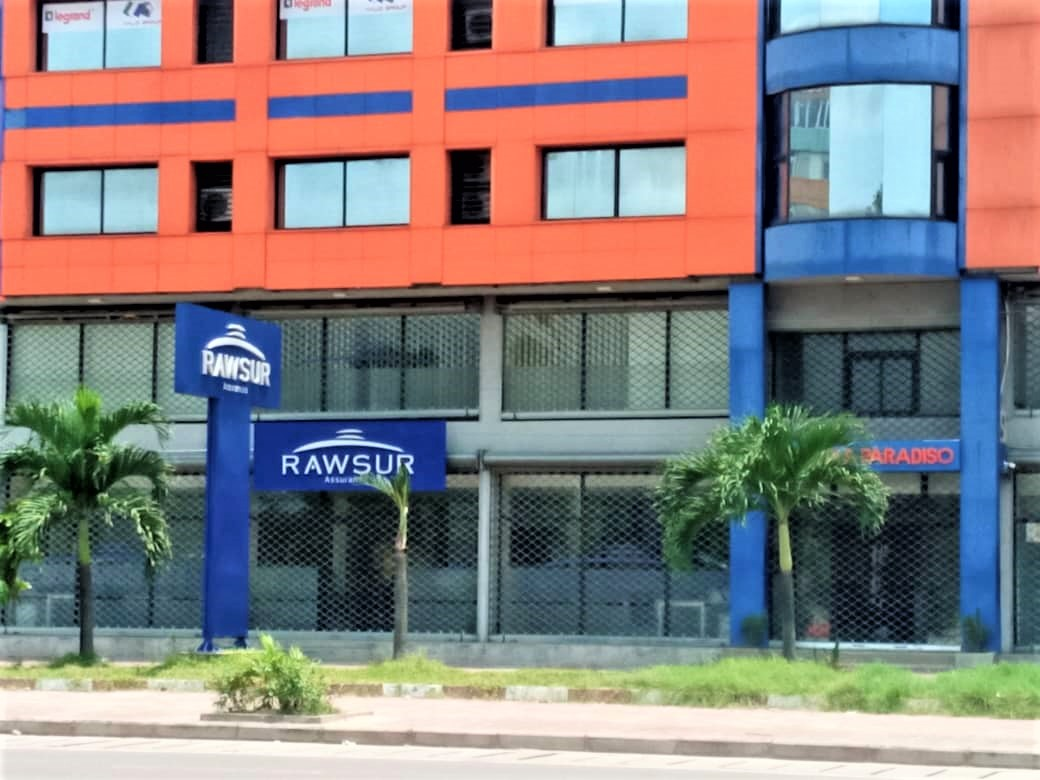
Rawsur (assurances) à Kinshasa.

Rawbank est lancée en 2002. Le groupe à l'origine de la création de cette banque est le Groupe Rawji, dirigé par des frères Rawji, notamment Mushtaque, Mazhar Aslam et Murtaza. L’histoire du groupe Rawji commence au début du XXe siècle, lorsque Merali Rawji (père de la fratrie des Mushtaque) s’installe à Kindu, puis à Kalemie et Kisangani, dans l’est de ce qui est alors le Congo belge. La famille s’enrichit dans le commerce du café et du cacao. En 1966, elle acquiert Beltexco, un distributeur de biens de grande consommation. 
Les dirigeants de cette société sont des descendants du fondateur. Ils ont grandi en Afrique, mais sont venus en Europe pour y terminer leurs études. À la fin des années 1990, la guerre secoue la République démocratique du Congo (RDC), mais les Rawji continuent leurs activités. Ils s’implantent dans la capitale, à Kinshasa, et continuent à diversifier leur portefeuille d'activités en achetant par exemple à Unilever l’entreprise Marsavco, une entreprise de savonneries et cosmétique, et en investissant également dans  l’immobilier. Les revenus sont « injectés dans des circuits financiers complexes, de Kinshasa à Dubaï en passant par Jersey, via le Panama. »,. La famille Rawji figurerait dans les Panama Papers.
Au lancement de la banque en 2002, le secteur bancaire est en pleine crise de confiance de la part des épargnants congolais dont l'épargne s'est évaporée par l'hyperinflation et l'endettement de l'Etat des années 1990. Le pays est également en proie à une nouvelle guerre. 
Un rapport de l'OCDE de 2005 met en avant la fermeture de neuf banques dont trois banques publiques et la faiblesse de ce secteur bancaire dans ce pays, à la suite des crises et conflits de la deuxième moitié des années 1990. Cette nouvelle banque compte au départ quelques dizaines d’employés. Douze ans plus tard, elle est en première position sur le marché congolais, devançant même la Banque commerciale du Congo longtemps en tête, et bien plus ancienne (puisque fondée un siècle plus tôt, en 1909).
Pour conquérir cette position, elle fait le choix d’une stratégie commerciale fondée d'une part sur la création d'agences proches de la clientèle, et d'autre part sur l’innovation. Ainsi, la société est parmi les pionniers de la banque de détail. Elle cible des segments alors peu démarchés, tels que la jeunesse congolaise, adolescents et jeunes adultes. Elle est l’une des premières à offrir des services liés à la monétique et à internet.  
Rawbank s'intéresse aux PME et, en 2010, lance le programme Lady’s First, s'adressant spécifiquement aux femmes dirigeantes d’entreprise. 
En 2012, elle est considérée comme la première banque de RDC.
En 2023, le directeur général, Mustafa Rawji, annonce que la Rawbank vise le développement du paiement numérique afin de retrouver la confiance des particuliers qui privilégient toujours l'argent en espèces dans un contexte difficile pour les épargnants.

## Organisation et services
La banque offre des services bancaires à la clientèle de détail, aux entreprises (corporate, PME) et à la clientèle fortunées (HNWI). Elle offre des services bancaires par internet (online banking).

## Gouvernance
La banque a un conseil d'administration qui siège en session ordinaire tous les trimestres et dont le PCA est Mazhar Rawji (2002 à ce jour). Il y a ensuite un Comité Exécutif et un Comité de Direction chapeauté par le Directeur Général Mustafa Rawji (Mars 2020 à ce jour) et composé de Directeurs du siège.
Viennent ensuite les départements, les comités permanents et les comités de pilotage ainsi que le réseau d'agence avec son organisation régionale.

## Multipay
Rawbank a créé avec des banques présentes en RDC (Equity Bank Congo, BCDC, FBN Bank RDC), un réseau monétique interbancaire (interswitch bancaire), permettant aux clients en RDC d'utiliser leurs cartes privatives sur les distributeurs automatiques des banques membres du réseau Multipay. Selon le site du réseau monétique interbancaire, en juin 2020, le réseau Multipay représente 60% du parc de distributeurs automatiques de billets (soit 425 unités) et de terminaux de paiement électronique (soit 3300 TPEs).